# 兴南站 (咸镜南道)
興南站（韓語：흥남역）是位于朝鮮民主主義人民共和國咸鏡南道咸興市兴南区域兴南洞的一個鐵路車站，屬於平羅線與維尼綸線。

## 邻近车站
平羅線
昌興站 - 興南站 - 西湖站
維尼綸線
興德站 - 興南站